# Joseph Sage
Pour les articles homonymes, voir Sage.
Joseph Sage est un chanteur lyrique haute-contre français né le 10 juin 1935 à Paris et mort le 30 octobre 2023 à Levallois-Perret.

## Biographie
Joseph Sage naît le 10 juin 1935 à Paris.
Il travaille avec Charles Ravier et à partir de 1959 est haute-contre titulaire au sein de l'Ensemble polyphonique de Paris.
Joseph Sage est réputé pour sa vaste tessiture vocale, à l'étendue de plus de trois octaves, qui lui permet de se produire dans un large répertoire allant des polyphonies anciennes à la musique contemporaine.
Comme interprète, il participe à de nombreux festivals de musique ancienne en Europe, enregistre pour la télévision le rôle de Chérubin des Noces de Figaro à l'octave réelle et crée plusieurs opéras modernes, Orden et Addio Garibaldi de Girolamo Arrigo ou Le Diable dans la bouteille d'Heinrich Sutermeister, notamment, ainsi que des drames liturgiques revus par Ravier.
Avec Michel Sanvoisin, Joseph Sage est le fondateur en 1965 de l'ensemble Ars Antiqua de Paris, avec lequel il se produit dans plus de deux mille concerts.
Joseph Sage s'éteint le 30 octobre 2023 à l'âge de 88 ans.